# Parafia Narodzenia Najświętszej Maryi Panny w Złotoryi
Parafia pw. Narodzenia Najświętszej Maryi Panny w Złotoryi – parafia rzymskokatolicka w dekanacie złotoryjskim w diecezji legnickiej. Jej długoletnim proboszczem  był ks. kanonik Stanisław Śmigielski. Po jego śmierci aktualnie urzędującym proboszczem jest  ks. dr Tomasz Czernik. W parafii pracuje jeden  ksiądz wikary. Erygowana 28 czerwca 2000. Kościół parafialny mieści się przy ulicy Fryderyka Chopina.  
Msze w parafii odbywają się codziennie o 6.30 i 18.00, natomiast w niedziele o 7.30, 9.30, 11.00, 12.30, 15.00 i 18.00.   
Każdego jedenastego dnia miesiąca odbywają się w kościele parafialnym Msze Święte o uzdrowienia za wstawiennictwem Matki Bożej z Lourdes. Podczas Mszy chorzy mogą przystąpić do sakramentu namaszczenia.   
Codziennie o godzinie 15.00 w kościele parafianie modlą się Koronką do Miłosierdzia Bożego. Co piątek odprawiane jest nabożeństwo do Bożego Miłosierdzia, natomiast w środy nowenna do Matki Bożej Nieustającej Pomocy.  
Do parafii należy również Kościół pw. Świętego Antoniego w Jerzmanicach-Zdroju (msze święte w niedziele o 9:30).